# John McClane
John McClane (ur. w 1955 w Nowym Jorku) – postać fikcyjna, bohater serii Szklana pułapka, nowojorski policjant. 

## Filmy
- 1988 – Szklana pułapka
- 1990 – Szklana pułapka 2
- 1995 – Szklana pułapka 3
- 2007 – Szklana pułapka 4.0
- 2013 – Szklana pułapka 5

## Charakterystyka
Po raz pierwszy poznajemy bohatera w 1988, gdy w Wigilię jest zmuszony ratować zakładników (w tym swoją żonę) z rąk terrorystów pod wodzą Hansa Grubera (Alan Rickman) w ekskluzywnym wieżowcu Nakatomi Plaza. Mimo nierównych sił McClane zwycięża, a Gruber ginie spadając z 32 piętra wieżowca. Po tej brawurowej akcji McClane uzyskuje awans na stanowisko porucznika i wyrasta na bohatera narodowego.
W drugiej części akcja dzieje się w 1990 na lotnisku w Waszyngtonie. Tym razem terroryści chcą opanować lotnisko, a McClane, który znalazł się tam przypadkowo, musi im w tym przeszkodzić.
Trzecia część różni się pod kilkoma względami od poprzednich dwóch – zamiast zimy jest lato, McClane zyskał wspólnika – sprzedawcę Zeusa Carvera (Samuel L. Jackson). Czarnym charakterem jest brat Hansa Grubera – Simon Gruber (Jeremy Irons) który grozi, że zdetonuje bomby podłożone w różnych punktach miasta.
W czwartej części starzejący się McClane musi przeciwstawić się parze demonicznych kochanków – Thomasowi Gabrielowi (Timothy Olyphant) i Mai Lihn (Maggie Q), którzy próbują opanować infrastrukturę elektroniczną w całych Stanach. Wspólnikiem McClane'a staje się młody haker – Matt Farell (Justin Long).
Znakiem rozpoznawczym bohatera są słowa „Jupikajej, skurwysynu!” (ang. „Yippee-ki-yay, motherfucker!”). Twierdzi że bycie bohaterem to ostatnia rzecz na jaką ma ochotę, ale nie ma innego wyboru, bo nikt inny nie jest w stanie się tym zająć.
Charakterystyczne dla serii tych filmów było przeżywanie przez bohatera kłopotów rodzinnych w każdym filmie.